# منطقة تمبكتو
منطقة تومبوكتو (بامبارا: ߕߎߡߎߕߎ ߘߌߣߋߖߊ tr. توموتو دينيجا) هي إحدى المناطق الإدارية في مالي. تنقسم المنطقة إلى خمسة دوائر.
منطقة تومبوكتو هي جزء من شمال مالي تم فصله وإعلان استقلاله من قبل الحركة الوطنية لتحرير أزواد خلال تمرد الطوارق عام 2012. أثناء الصراع فقدت الحركة الوطنية لتحرير أزواد السيطرة على المنطقة لصالح الميليشيات الإسلامية.
تشتهر منطقة تومبوكتو على مستوى العالم بعاصمتها المدينة القديمة تمبكتو (بالفرنسية: تومبوكتو) بكونها وجهة بعيدة المنال ويصعب الوصول إليها بالنسبة للأوروبيين في القرن التاسع عشر.

## تاريخ
تقع المدينة على الحافة الجنوبية للصحراء بالقرب من نهر النيجر الذي ينبع من المرتفعات غير البعيدة عن ساحل المحيط الأطلسي ويقطع مسافة 3200 كيلومتر (2000 ميل) إلى الشمال الشرقي قبل أن يتجه جنوباً للوصول إلى المحيط. جمعت المملكة ثروات هائلة بسبب إلى موقعها كمحطة جنوبية لتجارة الذهب والملح وجوز الكولا والنحاس والعبيد عبر الصحراء.

## سكان تمبكتو
العرب وهم عدة قبائل وبطون اتت من هجرات متعددة أهم وجهاتها ومصادرها كانت من أقصى الشمال الأفريقي (الجزائر، موريتانيا والمغرب) تحديدا ومن القبائل العربية المهجرة من الأندلس، ويعودون لثلاث اتحاديات: 1- اتحادية كنتة 2- اتحادية الأنصار 3- اتحادية البراببيش، ويتبع كل واحدة من تلك القبائل الثلاث أمم من الأتباع والحلفاء والموالي، بالإضافة إلى وجود العديد من القبائل المستقلة من مثل قبائل الأدارسة من الغزافيين، وكل أن تهون، وإفوغاس، وكل السوق الخ، والتي قد ينضوي تحت حلفها بعض القبائل أو قد تكون هي في أحلاف وائتلافات مع باقي القبائل العربية والطارقية حسب ما تمليه الظروف الزمانية أو المكانية على كافة الأطراف المتحالفة. (الطوارق) وهم أيضا عدة قبائل أهمها: إولمدن والهغار و«إفوغاس ذوي الأصول الأدريسية والطارقية» وإدنان وإمغاد وغيرهم كثير وكلهم من أصول عربية معروفة ويوجد منهم من يعود للأصول الأمازيغية البربرية مثل الأهغار وإموهاغ أو إموشاغ...(السونغاي).
وحكم كل من تلك القبائل مناطق جنوب وشرق وشمال مالي وعاصمتها تمبكتو قبل الاستعمار الفرنسي من خلال سلاطين كل من:
سلطنة السونغاي أو السودان والفلاني
سلطنة إولمدن
سلطنة البرابيش
سلطنة كنتة
سلطنة الأنصار
وكانت السلطنتان: كنتة والأنصار تابعتين للحكام (السعديين «الهاشميين» من نسـل محمـد النفس الزكية) في المغرب حتى دخول المستعمر الفرنسي للبلاد
اما سلطنة البرابيش التي اتخذت اروان عاصمة لها وامتدت جنوبا نحو تمبكتو وكابرا، وشمالا نحو تودني وتغازة، حيث وصل أحد قادة البرابيش إلى منصب باشا تمبكتو. 
وقد توالت على منطقة تمبكتو عدة أزمات من الجفاف ما بين السنوات 1970 - 1997 م، بسبب «التصحر» الذي كان من أهم أسبابه «الرعي الجائر» حيث يعتمد سكان المنطقة على رعي المواشي وبأعداد كبيرة قد تزيد عن الحاجة للأسرة الواحدة لأنها هي مصدر الرزق الرئسي هناك فتسخدم بالمقايضة بباقي السلع المحدودة، وكذلك بسبب أهمال أو عدم وعي بأهمية باقي المجالات المعيشية كالزراعية منها والفلاحية وغيرها، أضافة إلى المؤثرات الأخرى المتثلة في الأحتباس الحراري وحقبة حرق الوقود الأحفوري والتي كأنت وما تزال لها أثار مدمرة على بيئة المنطقة، التي كانت قبل تلك الحقبة وقبل أقل من ثمانية عقود فقط غنية بشتى أشكال الحياة البرية المزدهرة النباتية منها والحيوانية،

## التعليم في تمبكتو في بلاد التكرو
كان القرن السادس عشر هو الفترة التي بلغت خلالها الحضارة الإسلامية أوجها بالسودان الغربي. أما الحقبة الممتدة بين القرن الثامن والقرن الخامس عشر. فقد كانت فترة تطورات متلاحقة لبلوغ مرحلة الأوج هذه. ومنذ استقرار الإسلام بالمنطقة مع نهاية القرن التاسع الميلادي. بدأت تتكون بها عدة تنظيمات حكومية. ظلت تتخطى الشكل القبلي القديم بالتدرج. وقد وصلت المرحلة الوطنية مع نهاية القرن الخامس عشر.
1. الحركة التعليمية في تمبكتو
2. من مظاهر الازدهار
3. حركة التعليم
4. تنقلات الأساتذة والطلاب
5. التعليم المهني
6. دور الأوقاف والصدقات

### الحركة التعليمية في تمبكتو
وقد اعتمد استقرار الإسلام منذ البداية على عنصرين أساسين هما التجارة والتعليم. وظلت المظاهر الحضارية في كل السودان الغربي إنما تزداد ازدهارا في كل حقبة بالمدن التي تتلاءم مواقعها مع توارد قوافل الشمال عليها بالدرجة الأولى.
وكان القرن السادس قد قبض خلاله لمدينة تمبكتو أن تصبح محطة القوافل الأولى في كل بلاد السودان. فسكنها كثير من التجار وقصدها جم غفير من العلماء والطلاب. مما بوأها أثناءه مكانة المدينة الأولى للعلم والثقافة في السودان العربي كله. وفي تلك الحقبة وصفت بأم مدائن السودانيين سواء في العلم والحضارة أو في العمران والتجارة.

### من مظاهر الازدهار
خلال القرن السادس عشر أصبح سكان تمبكتو يزيدون على خمسة وثلاثين ألف ساكن. وربما لم تعد تفوقها آنذاك في كثرة السكان مدينة سودانية أخرى في غرب إفريقيا، غير غاو العاصمة السياسية للإمبراطورية السنغالية التي كانت تمبكتو آنذاك إحدى مدنها العامة.
وفي تلك الأثناء أصبحت تمبكتو العاصمة الثانية للإمبراطورية في ميداني الاقتصاد والثقافة معا. وقد انتظمت شوارعها. وأحيطت المدينة بسور أما المنازل فقد ازدانت نسبة كبيرة من بينها بواجهات في شكل زرائب أو حدائق صغيرة تربطها إلى حيطان البيوت سياجات. وقد احتوت تمبكتو في تلك الأثناء على ثلاث مساجد كبيرة جوامع مما لم يتهيأ لغيرها من كبريات مدن السودان الغربي آنذاك وأخذت أسواقها طابعها الإسلامي كما كانت ترى توارد العديد من القوافل الكبيرة عليها وسكنتها جماعة من التجار الأغنياء. أما حركة التبادل. فإنها كانت تمر بفترة من النشاط معتبرة. مدينة السودان الأولى وإذا كان القرن السادس عشر قد ظهر خله تمبكتو في علاقاتها التجارية مع بلدان المغرب ومصر. فإن ذلك القرن هو الذي أصبحت خلاله تلك المدينة أيضا مركزا هاما من مراكز الإنتاج الثقافي ضمن ميدان الحضارة الإسلامية الفسيح. وبذلك لم يقتصر دورها في هذا الجانب على مجرد التبادل مع جزء من العالم الإسلامي. وإنما تجاوزه إلى استيعاب ما أنتجه العالم الإسلامي ككل، والمشاركة في تنميته ونشره بين أمم السودان الغربي وشعوبه.

### حركة التعليم
رأت تمبكتو في القرن السادس عشر نشاطا قيما يختص بحركة التدريس. وقد ضمت مدارسها العديد من الطلاب والأساتذة. كما رأت لأول مرة في تاريخ السودان الغربي. اتساع التعليم الجامعي. وتوارد عليها في تلك الأثناء عدد من الأساتذة من بلدان المغرب. فساهموا في تنشيط التعليم وتعميقه وفي تلك الفترة بدأ العلماء السودانيون في الإنتاج فكتبوا شروحا لعدد من المؤلفات الهامة التي ألفت خارج السودان. وقد صاحب ذلك انتظام مراحل التعليم. وأخذه طابعا عاما كانت له مميزاته وخصائصه.
مراحل التعليم: كان التعليم في تمبكتو خلال القرن السادس عشر ينقسم إلى ابتدائي وثانوي وعال. وكان التعليم الابتدائي تنسجم فيه المرحلة الأولى الأساسية لكل الطلاب. هذا بالإضافة إلى أن مرحلته هي الوحيدة التي يبدو أنه كان يراعي فيها إلى حد ما مستوى السن فكان التلاميذ في السلك الابتدائي لا يتجاوزون في أغلبيتهم مرحلة الصبا.
وبعد أن ينهي الطالب مرحلة التعليم الابتدائي يدخل مرحلة التعليم الثانوي والعالي ولم يكن لهاتين المرحلتين عرف معين في السن. كما أن الفروق بينهما لم تكن واضحة. ولعل مرد ذلك إلى أن هاتين المرحلتين كان التعليم فيهما حرا بالنسبة لانخراط الطلبة. أما في المرحلة الابتدائية فلا شك أن الآباء هم الذين كانوا يقودون أبناءهم إلى معلمهم الصبيان. ويجبروهم على الدوام. كما يراقبون مدى استيعابهم وكانت مرحلة التعليم الثانوي تمتاز بان الكتب التي تدرس فيها هي الكتب المبسطة وكان يتولى تدريسها غالبا من يسمون ب الأشياخ. ويبدو أن الأشياخ في العرف العام آنذاك كانوا متوسطي الثقافة بالنسبة للأساتذة. ولكن عددا من الأساتذة تعاطوا أيضا تدريس مثل هذه المؤلفات. وهذا مما يجعل الانفصال بين المرحلتين واضحا للباحث ولأولئك الأساتذة في نفس الوقت كانوا يجمعون إلى ذلك تدريس أمهات الكتب المفصلة في نفس الموضوع.ويبدو أنهم كانوا يقسمون أوقاتهم خلال النهار فيدرسون مثلا في الصباح طلاب في مستوى الثانوي، ثم يجلسون بعد الظهر لطلاب المرحلة العليا أو العكس، ومن هنا يبدو الانتظام في المراحل التي يمر بها الطالب من حيث التدرج في مستويات التعليم بين المراحل ووجود منهج قار لكل مرحلة مما تجدر الإشارة إليه هنا أن أولئك الأساتذة والأشياخ كانوا يؤمنون بكثير من خوارق العادات، فهناك من بينهم من يعتقدون بالغيبيات. ويعملون لحصل الناس على تصديقهم.وكان المتخرجون على أيديهم يتطبعون بتلك الروح في الغالب.
أمكنة التدريس: كانت أمكنة التدريس الأساسية هي المساجد والجوامع وكان من أشهرها وأكثرها اكتظاظا بجموع الطلبة والمدرسين خلال القرن السادس عشر جامع سنكورى. وهو يقع في القسم الشمالي من مدينة تمبكتو وقد بنته سيدة فاضلة ورد في الروايات أنها كانت من الموسرات ثم جامع دنفريير وكان قد بناه في الأصل أحد الأندلسيين لكانكان موسى صاحب مالي، ثم ادخلت عليه تحسينات ووسعت مساحته مرتين خلال القرن السادس عشر وذلك لكي يسمع جموع قاصديه من الطلبة والمصلين ويبدو أن تكاثر الازدحام عليه هو الذي كان يدعو باستمرار إلى العمل على توسيعه ويأتي بعد هذين مسجد سيدي يحيى وقد بنى تخليدا لأحد علماء المغرب الذين باشروا التعليم في تمبكتو خلال النصف الأول من القرن السادس عشر. فاجتهدوا في تعليمهم وأفادوا الناس. وإلى جانب هذه المساجد الثلاث كان يوجد جامع خالد وهو كما يدل إطلاق اسم الجامع عليه كان كبيرا نسبيا. إلا أن الدراسة فيه ربما كانت مقتصرة على المرحلة الثانوية فقط.
وقد كانت بعض الجوامع تحتوي على مراحل التعليم الثلاث. فيجلس في جانب من الجامع طلبة القرآن مع تلاميذهم. ويجلس في فنائه وقاعاته غالبا أشياخ التعليم الثانوي وأساتذة التعليم العالي ولكن طلبة القرآن في الغالب كانوا يتخذون دكاكين خاصة لعملهم أو يلتصقون بجنبات المساجد الصغيرة. كما أن بعض الأساتذة وكذلك الأشياخ. كانوا أحيانا يتعاطون التدريس في منازلهم. إلا أن هذا كان في حالات قليلة. أما غالب جلوسهم فقد كان في رحاب المساجد والجوامع.
طريقة التدريس: كانت المناقشة بين الأستاذ وطلابه جاريا بها العمل. أما التواضع ولين الجانب للطلبة. فقد كانا من شبه الأساتذة اللامعين بتمبكتو في تلك الفترة وكان صبر الأستاذ على تفهيم طلبته يعتبره الثاني من صفات الأساتذة الناجحين في مهنتهم وكانت الطريقة الشائعة في الدرس هي أن يبدأ الأستاذ بإملاء رأيه في المسائل على طلبته وبعدها يقرأ الطلاب درسهم من الكتاب المقرر بحضور الأستاذ ثم يطلب كل منهم توضيح ما يشكل عليه. وأثناء ذلك يقيد الطلبة التفاسير التي يعطيها الأستاذ كجواب على استفساراتهم.
ويبدو أنه أثناء الشرح كان الأساتذة يختارون العبارات المبسطة لكي يتمكن طلابهم من استيعاب ما يقولون. ولعلنا إذ أردنا أن نوجز معالم الطريقة المثلى في اعتبار الناس آنذاك...
ويضاف إلى هذا أن المدرسين على اختلاف مستوياتهم لم يكونوا يلتزمون بالتوقف عند مادة بعينها. بل أنهم كانوا يتصدون غالبا لتدريس مواد عديدة. ولكنهم لا يدرسون إلا المواد التي يكونون قد اتقنوها وأجيزوا فيها.
الإجازات: عرف المدرسون والطلاب في تمبكتو خلال القرن السادس عشر نظام الشهادات. كما عرفته البلاد الإسلامية الأخرى. وبما أن طلب العلم كان يتصف بالحرية التامة. فيما يتصل بالطلاب. فإنه يبدو أن الأساتذة أيضا كانوا لا يجبرون الطلاب إلا بعد التأكد من تمكنهم في المواد التي يدرسونها لهم.
أما طريقة الإجارة فقد كانت بسيطة ولكنها كانت مما يتلاءم والطريقة الحصيفة التي تستند إلى تأكد الأستاذ من أن الطالب قد أحرز على التمكن الكافي في مادة يعينها. ذلك أن الأستاذ لا يراعي أية شكليات في منح الإجازة لطالب العلم على يديه. ولكنه يراعي بدقة مدى الكفاءة التي يكون الطالب قد حصل عليها. وقد كانت الشهادات تعطى فردية. بمعنى أن الطالب يستطيع الحصول على شهادة من الأستاذ ويتعاطى تدريسها. ولكنه يبقى طالبا في مواد أخرى وناء على هذا فإن الشهادات كانت في شكل انطباع يسجله الأستاذ على مذكرات الطالب في مادة أو أكثر. بعد أن يكون هذا الأخير قد اطلع على كل المؤلفات الكبيرة والصغيرة في موضوعها وإيجاد تحصيل المعلومات الموجودة بها.
ومن ناحية أخرى فقد كان الأساتذة يتحرون في العبارات التي يكتبون بها الشهادات للطلاب بحيث ينحصر محتواها في نطاق المعلومات التي أتقنها الأستاذ المدرس ولا يتجاوزها لغيرها ومن هنا يتضح مدى الدقة في نظام تلك الإجازات رغم بساطتها..

### تنقلات الأساتذة والطلاب

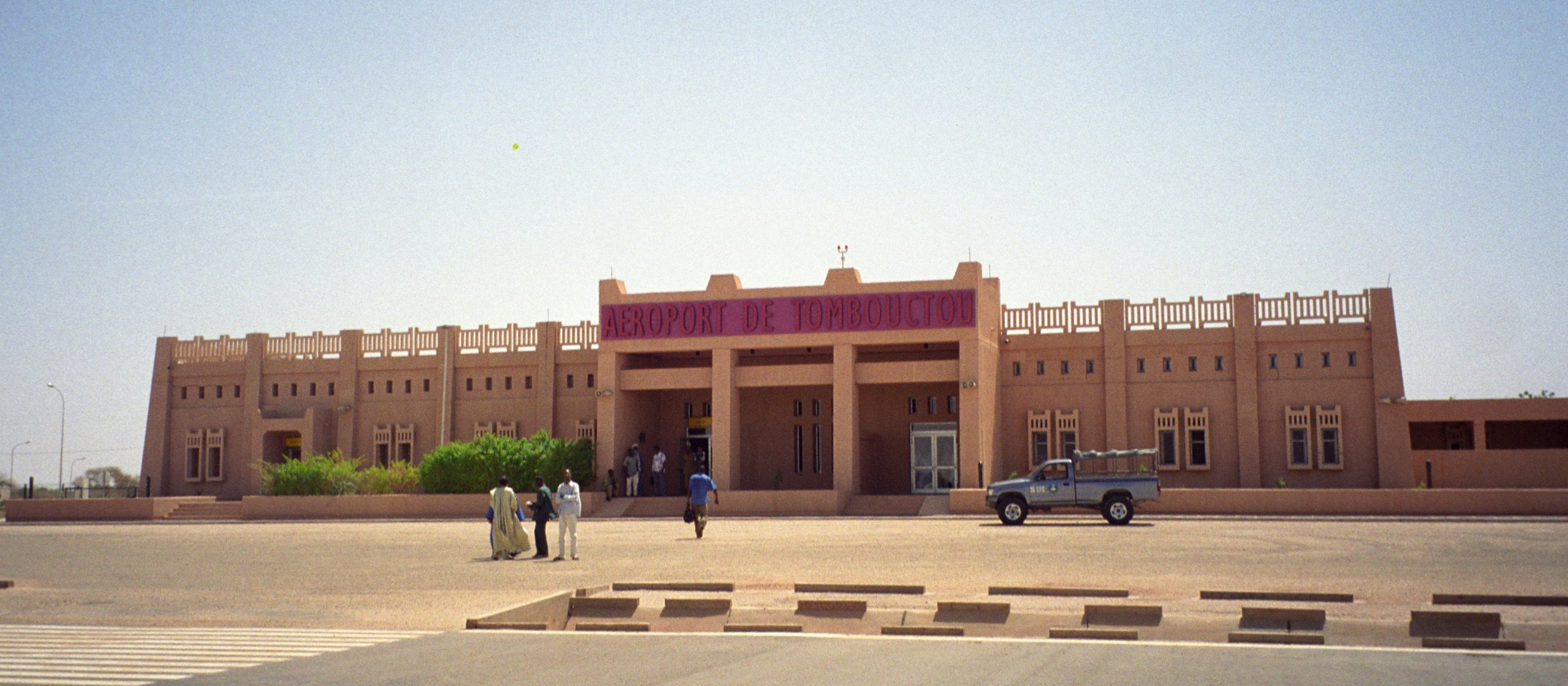
مطار تمبكتو

كان توارد الأساتذة من بلدان المغرب على تمبكتو قد أخذ شكلا أوسع خلال القرن السادس عشر. وكانت نسبة كبيرة من المدرسين بتلك المدينة من بلدان المغرب. أما الطلبة فقد كانت لهم خلال القرن السادس عشر حركة نشيطة وراء طلب العلم وأكثر الذين كانوا يردون على تمبكتو كانوا من المناطق الغربية وكثير من الطلبة كانوا حينما ينهون دراستهم في تمبكتو ينتقلون إلى المغرب الأقصى أو إلى المشرق أما إلى المغرب فإنهم كانوا يذهبون إلى مدينة مراكش بالدرجة الأولى وبعضهم كان يقصد فاس كما كان العديد من الحجيج يغتنمون الفرصة أثناء ذهابهم إلى المشرق فيجالسون العلماء اللامعين بمصر والحجاز وقد تطول إقامة بعضهم عدة سنين فلا يعودون إلى تمبكتو إلا بعد أن يكونوا قد حصلوا على عدد من الإجازات وقد عرف عن سكان تمبكتو حرصهم على تهيئة كل ما يمكن لهم تقديمه من أنواع المساعدات للطلبة الذين كانوا يقصدون مدينتهم وقد كان لأولئك الطلبة مشاركة اجتماعية واسعة في ولائم الأفراح والجنائز.

### التعليم المهني
لا يوجد في كتابات المؤرخين من تلك الفترة ما يشير إلى وجود تعليم مهني منظم في تمبكتو إلا في ميدان الخياطة. هذا بالرغم من وجود دكاكين يبدو أنها كانت عديدة ومتنوعة يشغلها أصحاب الحرف المختلفة في تلك المدينة. أما في ميدان الخياطة فإنه يبدو أن المدينة كان بها تعليم منظم إلى حد ما. وكان طلابه كثيرين فقد ذكر كعت أنه كان يوجد بها حوالي ستة وعشرون بيتا من بيوت الخياطين وكلها من النوع المتخصص في تعليم مهنة الخياطة وكانت تسمى باللهجة المحلية تند بكسر الأول والأخير سكون الوسط وكان كل بين من بينها يتراوح عدد الطلبة فيه بين خمسين إلى سبعين طالبا. ويتولى التدريس في كل بيت من بينها معلمون متخصصون في تعلم تلك المهنة يدعى كل واحد منهم الشيخ الرئيس ولا ندري كيف كان يقبل الطلبة في كل مدرسة من تلك المدارس غير أننا إذا قارنا بما كان يوجد في الجزائر آنذاك لأن تمبكتو كانت كثيرا ما تقلد المغاربة نجد أنهم ربما كانوا يدخلون تلك المدارس المهنية ليشتغلوا بدون أجرة وذلك حتى يتقنوا الحرفة ويحذقونها أما قبل الوصول إلى مثل هذه الغاية فإن أجرتهم إنما تقابل في العادة بما يتعلمونه مجانا.
وهكذا حظيت مدينة تمبكتو خلال القرن السادس عشر بما لم تحظ به مدينة أخرى في غرب أفريقيا في ذلك الوقت وكان من أبرز العوامل التي هيأت لها ذلك ازدهار الحركة التعليمية بها في المقام الأول. ولذا أخذت نوعا من القداسة في نظر الناس مما جعل الحكومة على إسناد جميع أمور الناس فيها للقاضي. وقد بلغت شهرتها الآفاق فقصدها الطلاب من جميع بلاد السودان كما توارد عليها بعض الطلبة من مراكش أيضا. أما الأساتذة فقد كان عدد كبير من بينهم مغاربة وبهذه الصورة قامت تلك المدينة بدور كبير فيما يتعلق بنشر الثقافة في سهوب السودان الغربي كلها كما أصبحت من بين المراكز الهامة في العالم الإسلامي جميعه وأسفر ذلك عن تحضر السكان بها ولين عريكتهم وصلاح حالهم ولكن الباحث رغم ذلك كله لا يستطيع استيعاب كل المعلومات الكافية حول الازدهار الأكيد الذي عرفته المدينة في حقل التعليم ولا يعود ذل فقط لشح المصادر الموجودة حول هذا الموضوع وإنما يعود أيضا لندرتها ولنا الأمل في أن يسفر النشاط الواسع الذي يقوم به الباحثون حاليا في مختلف جامعات العالم ومؤسسات البحث المنتشرة في أرجائه عن نتائج طيبة في موضوعات التاريخ الإفريقي معها وكلها لا يزال الغموض يكتنف العديد من جوانبها حتى الآن.

### دور الأوقاف والصدقات
يبدو أن الأوقاف والصدقات كانت العامل التمويلي الهام في ازدهار حركة التعليم في تمبكتو خلال القرن السادس عشر. فمعظم المصاحف والمخطوطات التي بقيت من تلك الفترة تحمل في طياتها ذكرا بتوقيفها على الجوامع من طرف أشخاص كانوا يبتغون من وراء ذلك وجه الله. كما كان تعيين الأئمة والمدرسين وترتيب الجرايات لهم يتولاه القاضي وهو ينفق على ذلك من الأوقاف والصدقات التي كان يتلقاها بسخاء كبير من المحسنين ومعظم الجوامع التي قامت في تمبكتو في تلك الفترة كان بناها أفراد موسرون في شكل أوقاف للصلاة والتعليم فمسجد ستكرى مثلا بنته امرأة واحدة اغلالية ذات مال كثيرة في أفعال البر على حد تعبير السعدي.
وكذلك الجامع الكبير فقد بناه من ماله الخاص موسى صاحب مالي وصومعتها على خمسة صفوف.
ولقد كانت الكلمة الأولى في حكم مدينة تمبكتو تعود للقاضي وكان يتلقى الهدايا الكثيرة بسخاء منصوص عليه في المصادر وذلك حينما يقوم بعمل ما لتحسين مسجد أو بناء مدرسة أو توسيعها لتفي بحاجة الطلبة والأساتذة ولهذا كان قضاة تمبكتو يبدون في أعين الناس وكأنهم من أكثرهم قدرة على الإنفاق في مشاريع البر من هذا النوع التي كانوا يقومون بها بشكل مستمر وملفت للانتباه.
ومما يذكر المؤرخون في هذا الموضوع أيضا أن أسقيا الحاج محمد أنفق على بناء رواق من ماله الخاص في القاهرة كي يسكن فيه الطلبة والمدرسون من بلاد التكرور الوافدون على الأزهر الشريف. كما أنه حبس توابيت فيها ستون جزء من المصحف بعد صلاة الجمعة. ويذكر المؤرخون السودانيون من تلك الفترة أن الختمة بقيت يقرأ فيها إلى العشرين بعد الألف حيث وقع تعويض تلك المصاحف بأخرى حبسها الحاج علي بن سالم بن عبيدة المسراتي.
وخلاصة القول: إن الأوقاف والحبس كانت متنوعة. وهناك إشارات قوية إلى دورها الكبير في ازدهار حركة التعليم في تمبكتو. وإذا كانت المصادر لم تعطنا التفاصيل الكافية فهي في الإشارات العامة تشير إلى هذا الدور بكل وضوح.

## التقسيمات الادارية

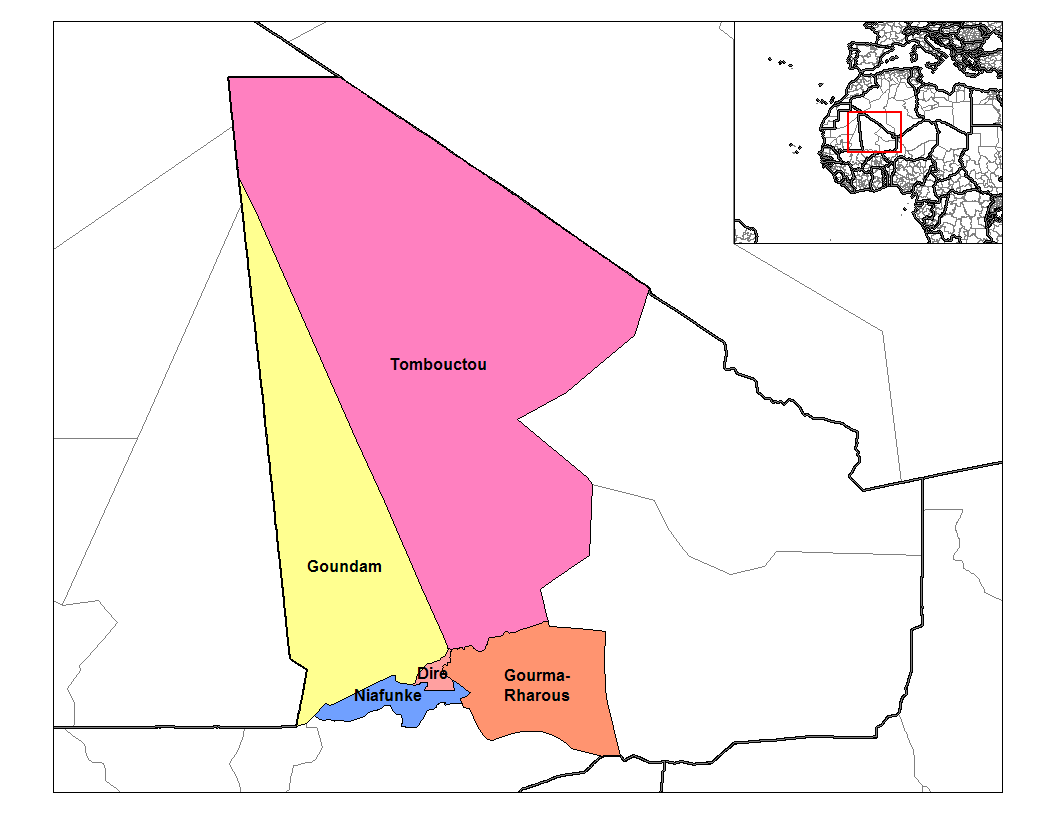
التقسيمات الإدارية

- دائرة ديري
- دائرة غوندام
- دائرة غورما-غاروس
- دائرة نيافونكي
- دائرة تمبكتو

## من مراجع الدراسة الخاصة بحركة التعليم في تمبكتو في بلاد التكرو خلال القرن 16
- دافيدس بازل أفريقيا تحت أضواء جديدة دار الثقافة بيروت 1963 ترجمة محمد أحمد.
- قداح نعيم أفريقيا الغربية في ظل الإسلام مطبعة الوحدة دمشق دون تاريخ
- عبد القادر زيادية مملكة سنغاي في عهد الاسيقين الجزائر 1973
- كعت محمود تاريخ القتاش ميزوناف باريس 1964 تحقيق هوداس ص 143.
- أحمد بابا نيل الابتهاج بتطريز الديباج فاس 1317 هـ ص 41.
- حسن إبراهيم حسن، تاريخ الدولة الفاطمية. الطبعة الثالثة. القاهرة. 1963.

المصدر لمعلومات (حركة التعليم في تمبكتو في بلاد التكرو خلال القرن 16) موقع وزارة الأوقاف والشؤون المغربية

## وصلات خارجية
- "Tombouctou, Mali : Image of the Day". earthobservatory.nasa.gov. مؤرشف من الأصل في 2016-03-04. اطلع عليه بتاريخ 2009-10-11.